# اقتصاد محاسباتی

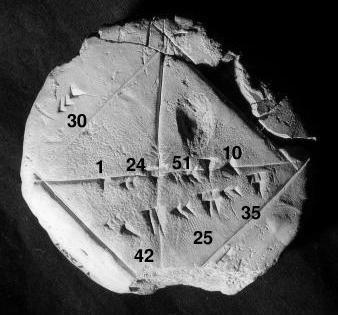
عکسی از یک روش عددی برای اقتصاد محاسباتی

اقتصاد محاسباتی یک زمینه پژوهشی مشترک بین علوم کامپیوتر، اقتصاد و علم مدیریت است. البته می‌توان آن را به علوم شناختی هم مرتبط دانست. این موضوع دربرگیرندهٔ شبیه‌سازی کامپیوتری سیستم‌های اقتصادی اعم از مدل‌های عامل بنیان، تعادل عمومی، اقتصاد کلان یا انتظارات عقلایی، آمار و اقتصادسنجی محاسباتی و مالی محاسباتی است. برخی از این کاربردها مختص اقتصاد محاسباتی هستند درحالی‌که برخی دیگر تعمیم‌یافتهٔ مسائل سنتی علم اقتصاد هستند که با روش‌های عددی و با کمک کامپیوتر حل می‌شوند.
درواقع می‌توان چنین گفت که اقتصاد محاسباتی از مدل‌سازی و شبیه‌سازی کامپیوتری برای حل مسائل تحلیلی و آماری اقتصاد استفاده می‌کند. یک‌راه برای انجام این کار استفاده از اقتصاد محاسباتی عامل بنیان(ACE) است. این روش، مطالعه محاسباتی فرایندهای اقتصادی است که کل اقتصاد را به‌عنوان یک سامانهٔ پویا از عامل‌های مؤثر برهم می‌بیند. در واقع این روش اقتباسی از پارادایم سامانه‌های تطبیقی پیچیده است. در اینجا عامل به معنای اشیایی محاسباتی هستند که به نحوی مدل شده‌اند که بر طبق قواعدی باهم در تعامل‌اند. عامل‌ها می‌توانند نمایندهٔ آحاد اجتماعی، زیستی و یا فیزیکی باشند. فروض نظری بهینه‌سازی ریاضی عامل‌ها، به کمک عقلانیت محدود و نظریه بازی‌ها، با فروض کم‌تر محدودکننده‌ای جایگزین می‌شود و شبیه‌سازی با آغاز از شرایط اولیه‌ای که پژوهشگر مدل‌کننده تعیین می‌کند، انجام می‌شود. مدل محاسباتی عامل بنیان با توجه به تعامل موجود بین عوامل، رفتار آن‌ها را در طی زمان شبیه‌سازی می‌کند.
هدف نهایی این روش، آزمودن یافته‌های نظری، در مقابل داده‌های جهان واقعی است به این نحو که با نظریه‌هایی که درستی آن قبلاً تائید شده‌است، در طی زمان رفتار عوامل را شبیه‌سازی می‌کنیم.

## تاریخچه
اقتصاد محاسباتی همزمان با ریاضی شدن این رشته توسعه یافت. در اوایل قرن بیستم، پیشگامانی مانند یان تینبرگن و راگنار فریش کامپیوتری کردن اقتصاد و رشد اقتصاد سنجی را پیش بردند. در نتیجه پیشرفت‌ها در اقتصادسنجی، مدل‌های رگرسیون، آزمون فرضیه‌ها و سایر روش‌های آماری محاسباتی به طور گسترده در تحقیقات اقتصادی مورد استفاده قرار گرفتند. در جبهه نظری، مدل‌های پیچیده اقتصاد کلان، از جمله مدل چرخه تجاری واقعی (RBC) و مدل‌های تعادل عمومی تصادفی پویا (DSGE) توسعه و کاربرد روش‌های حل عددی را که به شدت بر محاسبات متکی هستند، پیش برده‌اند. در قرن بیست و یکم، توسعه الگوریتم‌های محاسباتی ابزارهای جدیدی را برای روش‌های محاسباتی برای تعامل با تحقیقات اقتصادی ایجاد کرد. رویکردهای نوآورانه‌ای مانند مدل‌های یادگیری ماشین و مدل‌سازی مبتنی بر عامل به طور فعال در حوزه‌های مختلف تحقیقات اقتصادی مورد بررسی قرار گرفته‌اند و به اقتصاددانان مجموعه ابزار گسترده‌ای را ارائه می‌دهند که اغلب از نظر ویژگی با روش‌های سنتی متفاوت است.

## برنامه‌های کاربردی

#### مدل‌سازی عامل بنیان
اقتصاد محاسباتی از مدل اقتصادی مبتنی بر رایانه برای حل مسائل اقتصادی به صورت تحلیلی و آماری استفاده می کند. یک برنامه تحقیقاتی، برای این منظور، اقتصاد محاسباتی مبتنی بر عامل (ACE)، مطالعه محاسباتی فرآیندهای اقتصادی، از جمله کل اقتصادها، به عنوان سامانه پویا از عوامل تعاملی است. به این ترتیب، این یک اقتباس اقتصادی از پارادایم سامانه سازگار پیچیده است. در اینجا «عامل» به «اشیاء محاسباتی مدل‌سازی‌شده به‌عنوان تعامل بر اساس قوانین» اشاره می‌کند، نه افراد واقعی.[3] عامل ها می توانند نهادهای اجتماعی، بیولوژیکی و/یا فیزیکی را نشان دهند. فرض نظری بهینه‌سازی ریاضی توسط عوامل در تعادل با فرضیه کمتر محدودکننده عوامل با عقلانیت محدود که با نیروهای بازار تطبیق می‌یابند،  از جمله زمینه‌های نظریه بازی، جایگزین می‌شود. با شروع از شرایط اولیه که توسط مدل ساز تعیین می شود، یک مدل ACE در طول زمان تنها توسط تعاملات عامل هدایت می شود. هدف علمی این روش، آزمایش یافته‌های نظری در برابر داده‌های دنیای واقعی به روش‌هایی است که به تئوری‌های پشتیبانی شده تجربی اجازه می‌دهد در طول زمان انباشته شوند.

#### یادگیری ماشین در اقتصاد محاسباتی
مدل های یادگیری ماشینی روشی را برای حل مجموعه داده های گسترده، پیچیده و بدون ساختار ارائه می دهند. روش های مختلف یادگیری ماشین مانند روش هسته و جنگل تصادفی توسعه یافته و در داده کاوی و تجزیه و تحلیل آماری مورد استفاده قرار گرفته است. این مدل‌ها در مقایسه با مدل‌های آماری سنتی مانند روش STAR، طبقه‌بندی برتر، قابلیت‌های پیش‌بینی، انعطاف‌پذیری را ارائه می‌کنند. روش‌های دیگر، مانند یادگیری ماشینی علّی و درخت علّی، مزایای مشخصی از جمله آزمایش استنتاج را ارائه می‌کنند.
مزایا و معایب قابل توجهی در استفاده از ابزارهای یادگیری ماشین در تحقیقات اقتصادی وجود دارد. در علم اقتصاد، یک مدل به یکباره انتخاب و تحلیل می شود. پژوهش اقتصادی یک مدل را بر اساس اصل انتخاب می‌کند، سپس مدل را با داده‌ها آزمایش/تحلیل می‌کند و سپس اعتبار متقاطع را با مدل‌های دیگر انجام می‌دهد. از سوی دیگر، مدل‌های یادگیری ماشین در جلوه‌های «تنظیم» ساخته شده‌اند. همانطور که مدل تجزیه و تحلیل تجربی را انجام می دهد، مدل های مختلف را به طور همزمان اعتبار سنجی، برآورد و مقایسه می کند. این فرآیند ممکن است برآوردهای قوی تری نسبت به فرآیندهای سنتی داشته باشد.

#### مدل DSGE
روش‌های مدل‌سازی پویا اغلب در تحقیقات اقتصاد کلان برای شبیه‌سازی نوسانات اقتصادی و آزمایش اثرات تغییرات سیاست‌ها به کار گرفته می‌شوند. DSGE یک کلاس از مدل های پویا که به شدت بر تکنیک ها و راه حل های محاسباتی تکیه دارند. مدل‌های DSGE از اصول اقتصادی مبتنی بر خرد برای به تصویر کشیدن ویژگی‌های اقتصاد دنیای واقعی در محیطی با عدم قطعیت بین زمانی استفاده می‌کنند. با توجه به پیچیدگی ذاتی آنها، مدل های DSGE به طور کلی از نظر تحلیلی غیرقابل حل هستند و معمولاً به صورت عددی با استفاده از نرم افزار کامپیوتری پیاده‌سازی می شوند. یکی از مزیت‌های اصلی مدل‌های DSGE این است که تخمین انتخاب‌های پویا عامل‌ها را با انعطاف‌پذیری تسهیل می‌کنند. با این حال، بسیاری از محققان مدل‌های DSGE را به دلیل اتکای آن‌ها به مفروضات کاهش‌یافته که عمدتاً غیر واقعی هستند، مورد انتقاد قرار داده‌اند.